# 斯蒂芬·马丁
斯蒂芬·马丁（英語：Stephen Martin，1959年4月13日—），英国男子曲棍球运动员。他曾代表英国国家队参加1984年、1988年和1992年夏季奥林匹克运动会曲棍球比赛，获得一枚金牌和一枚铜牌。